# Zemeș (gmina)
Zemeș – gmina w Rumunii, w okręgu Bacău. Obejmuje miejscowości Bolătău i Zemeș. W 2011 roku liczyła 4368 mieszkańców.